# IX резервный корпус (Германская империя)
IX резервный корпус (нем. IX . Reserve-Korps / IX RK) — воинское формирование немецкой армии во время Первой мировой войны.

## Формирование
IX резервный корпус был сформирован с началом войны в августе 1914 года в рамках мобилизационной части армии. Первоначально им командовал генерал от инфантерии Макс фон Бён, выведенный из отставки. Корпус все еще действовал в конце войны в составе 5-й армии на Западном фронте.

## Первая мировая война
После мобилизации 9-й резервный корпус был включен в состав Северной армии, которая удерживалась в Шлезвиге для защиты немецкого побережья Северного моря в случае высадки британцев. Вскоре он был переброшен на Западный фронт, а в конце августа присоединился к 1-й армии.

## Командиры
| Звание             | Имя/Фамилия    | Вступление в должность                |
| ------------------ | -------------- | ------------------------------------- |
| Генерал инфантерии | Макс Фон Бон   | 2 августа 1914 г. — 1 февраля 1917 г. |
| Генерал Лейтенант  | Виктор Кюне    | 2 февраля по 12 марта 1917 г.         |
| Генерал Лейтенант  | Карл Диффенбах | 12 марта 1917 г. — 8 ноября 1918 г.   |